# Stefania Farrugia
Stefania Farrugia (* 11. September 1991 in Malta) ist eine maltesische Fußballspielerin. Sie ist zurzeit für die maltesische Fußballnationalmannschaft aktiv.

## Karriere

### Verein
Seit 2013 spielt Farrugia im Verein Birkirkara FC.

### Nationalmannschaft
Seit 2013 spielte Farrugia für die Maltesische Fußballnationalmannschaft der Frauen als Abwehrspieler. Am 4. Juni 2024 bestritt sie gegen Bosnien-Herzegowina ihr 100. Länderspiel.

## Erfolge
- Maltesische Meisterschaften:2012/2013, 2016/2017, 2017/2018, 2018/2019, 2021/2022, 2022/2023, 2023/2024
- Maltesische Supercup-Siegerin: 2019/2020, 2022/2023, 2023/2024